# Tate Krav Maga
Il Tate Krav Maga è un metodo di combattimento israeliano derivato dal krav maga. 
Quest'ultimo è stato sviluppato per essere impiegato in ambienti militari e si adatta poco all'uso nella vita civile. Il tipo di tecniche che lo caratterizzano mira infatti all'annientamento dell'avversario.
Il tate krav maga ha sviluppato tecniche più adatte all'uso quotidiano, laddove le leggi della civile convivenza non permettono di reagire per uccidere, salvo casi eccezionali. Con il termine "tate" si indica proprio lo studio di alcuni maestri di krav maga per adeguare i colpi di questo metodo di combattimento, mitigandone le conseguenze per l'avversario.